# Lee So-Hee
Lee So-Hee (en coreano: 이소희; Ulsan, 14 de junio de 1994) es una deportista surcoreana que compite en bádminton, en la modalidad de dobles. Ganó dos medallas en el Campeonato Mundial de Bádminton, bronce en 2014 y plata en 2021.

## Palmarés internacional
| Campeonato Mundial | Campeonato Mundial     | Campeonato Mundial | Campeonato Mundial |
| Año                | Lugar                  | Medalla            | Prueba             |
| ------------------ | ---------------------- | ------------------ | ------------------ |
| 2014               | Copenhague (Dinamarca) | Medalla de bronce  | Dobles             |
| 2021               | Huelva (España)        | Medalla de plata   | Dobles             |